# Upper ten thousand

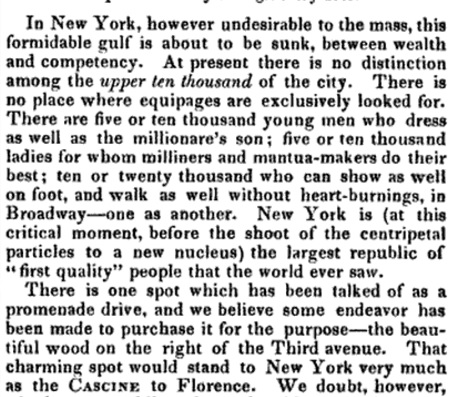
Una reimpresión del párrafo en idioma inglés en el que Nathaniel Parker Willis acuñó el término, 1845

Los Upper Ten Thousand o uppertens (en inglés: los diez mil de arriba) es una frase del siglo XIX que se refiere a los 10,000 residentes más ricos de Nueva York. La frase fue acuñada en 1844 por el poeta y autor estadounidense Nathaniel Parker Willis Al corto tiempo, el término empezó a ser usado  para describir a las altas esferas no sólo de Nueva York sino también de otras grandes ciudades.

## Usos
En 1852, Charles Astor Bristed publicó una colección de bocetos sobre la sociedad neoyorquina titulada "The Upper Ten Thousand" en la revista Fraser Magazine. En 1854, George Lippard serializó su libro New York: Its Upper Ten and Lower Million (en inglés: "Nueva York: sus diez mil de arriba y el millón de abajo"). La frase también apareció en la ficció británica en Las Aventuras de Felipe (1861–62) de William Thackeray, cuyo héroe epónimo contribuía semanalmente a un periódico neoyorquino de moda llamado The Gazette of the Upper Ten Thousand (en inglés: "La gaceta de los diez mil de arriba"). La aceptación general del término parece ser atestiguada por su uso en el título del libro de cocina de 1864 de Edward Abbott, The English and Australian Cookery Book: Cookery for the Many as Well as the "Upper Ten Thousand" (en inglés, "El libro de cocina inglés y australiano: Cocina para la mayoría así como para los diez mil de arriba").
En 1875, tanto Adam Bissett Thom y Kelly's Directory publicaron libros titulados The Upper Ten Thousand, que listaba miembros de la aristocracia, la alta burguesía, oficiales de la armada y el ejército británicos, miembros del Parlamento, administradores coloniales y miembros de la iglesia de Inglaterra. El uso de este término fue una respuesta al crecimiento de la clase dirigente británica que había sido causdo por la revolución industrial. 
La mayor parte de la gente listada en el Kelly's Handbook to the Upper Ten Thousand estaban entre los 30,000 descendientes de Eduardo III de Inglaterra, tabulados en la obra Plantagenet Roll of the Blood Royal  del Marqués de Ruvigny y Raineval . La mayoría también aparecía en el libro de Walford County Families y en el de Burke Landed Gentry.
Adolf Hitler se refirió a Franklin D. Roosevelt como parte de los "Upper Ten Thousand" en su discurso de 1941 declarando la guerra a los Estados Unidos, mientras se yuxtaponía a sí mismo como que "[compartía su] destino con millones de otros."